# Stadio Guido Angelini
Das Stadio Guido Angelini ist ein städtisches Stadion mit Leichtathletikanlage in der italienischen Stadt Chieti in der gleichnamigen Provinz, Region Abruzzen. Es ist die Heimstätte des Fußballvereins Calcio Chieti.

## Geschichte
Der Bau des Stadions begann 1969, es wurde im Mai 1970 mit dem Freundschaftsspiel Calcio Chieti gegen den AC Mailand eröffnet. Heute hat es eine Zuschauerkapazität von 12.750 Plätzen. Zuvor spielte Chieti im Stadio Civitella. Die ersten neun Jahre trug das neue Stadion den Namen Stadio Marrucino. Seinen heutigen Namen hat es von Guido Angelini, einem früheren Präsidenten des Calcio Chieti. Die Spielstätte liegt im Stadtteil Santa Filomena neben einem Sportpark in dem u. a. Rugby, Baseball und Fußball betrieben werden. Hinzu kommt eine Sporthalle in der z. B. Volleyball, Basketball, Hallenfußball und Handball gespielt wird.
Im Jahr 2005 startete eine Renovierung der Anlage mit der Errichtung der ungedeckten Nordkurve Curva Ezio Volpi, die 2006 eingeweiht wurde. Neben dem neuen Zuschauerrang besteht die Sportstätte aus der teilweise überdachten Haupttribüne, der unüberdachten Gegengeraden und einem Stehplatzbereich in der Südkurve unter freiem Himmel. Vom gesamten Fassungsvermögen des Stadions sind bei Spielen des Calcio Chieti nur 9007 Zuschauer zugelassen. Während der Mittelmeerspiele 2009 in Pescara fanden auch einige Fußballspiele im Stadion von Chieti statt.

## Länderspiele im Stadio Guido Angelini
Bisher gab es zwei Spiele der U-21-Nationalmannschaft in Chieti.
- 5. Dezember 1990:  Italien (U-21-Männer) -  Rumänien (U-21-Männer) 3:1
- 12. Oktober 2007:  Italien (U-21-Männer) -  Kroatien (U-21-Männer) 2:0 (Qualifikationsspiel für die EM 2009)